# Персі Джексон та Викрадач блискавок (книга)
Персі Джексон та Викрадач блискавок (англ. The Lightning Thief) — пригодницько-фантастичний роман Ріка Ріордана на основі давньогрецької міфології, перший роман із циклу «Персі Джексон і Олімпійці». Наступною є книга «Море чудовиськ» і дві серії-продовження («Герої Олімпу» та «Випробування Аполлона»), а також «Хроніки Табору напівкровок».
Українською мовою книги було видано видавництвом "Ранок"

## Сюжет
Персі Джексон — 12-річний хлопець із дислексією і СДУГ, який випадково дізнається, що він син бога Посейдона. На нього полюють чудовиська, а боги звинувачують у викраденні Зевсового жезла-блискавки. Перед Персі постає завдання запобігти війні богів, знайшовши справжнього викрадача, та врятувати свою матір, що стала жертвою підступності Аїда. Персі вирушає на пошуки в компанії сатира Гровера та дочки Афіни Аннабет. Дорогою їх чекає безліч небезпек, які друзі змушені будуть подолати, аби не допустити страшних наслідків для світу.

## Екранізації
Екранізація книги під назвою «Персі Джексон та Викрадач блискавок» вийшла в США 12 лютого 2010 року. Ріордан розкритикував фільм за те, що режисер суттєво змінив історію книги, намагався привернути увагу дорослої аудиторії, хоча цільовою мала б бути дитяча, вніс зміни, які створили б проблеми для можливих продовжень фільмів, і загалом автору не сподобався погано прописаний сценарій і підбір акторів. Тому 14 травня 2020 року Ріордан оголосив, що Disney+ буде адаптувати серіал «Персі Джексон і Олімпійці», перший сезон якого розповідатиме саме про «Викрадача блискавок».